# Barry Watson
Michael Barrett „Barry“ Watson (* 23. April 1974 in Traverse City, Michigan) ist ein US-amerikanischer Film- und Fernsehschauspieler. Er wurde vor allem durch die Rolle des Matt Camden in der Fernsehserie Eine himmlische Familie bekannt.

## Leben
Als Barry Watson acht Jahre alt war, zog seine Familie mit ihm nach Dallas, Texas. Dort begann er schon früh als Fotomodell zu arbeiten. Mit 15 Jahren siedelte Watson nach Burbank, Kalifornien über, wo er eine kleine Rolle in der Fernsehserie Zeit der Sehnsucht erhielt. Nach Ende des Engagements kehrte er wieder nach Texas zurück und beendete dort 1992 an der High School von Richardson seine Schulausbildung. Im Alter von 19 Jahren zog Watson nach Los Angeles und arbeitete dort zunächst als Chauffeur für den Nachtclub House Of Blues. Er erhielt dann eine kleine Rolle in Aaron Spellings Fernsehserie Malibu Beach, und Spellings Tochter Tori machte ihn mit seiner späteren ersten Ehefrau Laura bekannt.
1996 erhielt er eine Hauptrolle in der Fernsehserie Eine himmlische Familie. Er wurde dadurch Mitglied einer Gruppe bekannter Teenager-Darsteller, die sich in einer Pokerszene des Films Ocean’s Eleven (2001) selbst auf die Schippe nahm. 1999 erhielt er seine erste große Hauptrolle in dem Kinofilm Tötet Mrs. Tingle!. 2002 stieg Watson bei Eine himmlische Familie aus, nachdem bei ihm Morbus Hodgkin diagnostiziert worden war. Nach erfolgreicher Behandlung kehrte er 2003 aus Anlass der 150. Episode zum Ensemble der Serie zurück und hatte zahlreiche Gastauftritte, bis zum Ende der Serie 2006.
2005 spielte er die Hauptrolle in dem Horrorfilm Boogeyman – Der schwarze Mann. Im April 2006 wurde die erste Folge der Fernsehserie What About Brian ausgestrahlt, in der Watson die Hauptrolle spielt. Nach einer zweiten Staffel 2007 wurde die Serie nicht mehr fortgesetzt.
Am 3. August 2004 verlobte sich Watson mit Tracy Hutson. Sie heirateten am 14. Juli 2006. Bereits ein Jahr zuvor – am 2. Mai 2005 – kam das erste gemeinsame Kind der beiden zur Welt, das zweite Kind folgte im November 2007. Im Jahr 2011 wurde die Ehe geschieden.
Barry Watson ist inzwischen mit Natasha Gregson Wagner liiert. Sie haben eine gemeinsame Tochter.

## Filmografie (Auswahl)
Fernsehserien
- 1990: Zeit der Sehnsucht (Days of our Lives)
- 1994: Die Nanny (The Nanny, Folge 2x03)
- 1995: Sister, Sister (Folge 3x09–3x10)
- 1996: Baywatch – Die Rettungsschwimmer von Malibu (Baywatch, Folge 6x11)
- 1996: Nash Bridges (Folge 1x02)
- 1996: Malibu Beach (Malibu Shores, 5 Folgen)
- 1996–2006: Eine himmlische Familie (7th Heaven, 153 Folgen)
- 2006–2007: What About Brian (24 Folgen)
- 2007–2009: Samantha Who? (35 Folgen)
- 2010: Drop Dead Diva (Folge 2x11)
- 2012: Gossip Girl (6 Folgen)
- 2013: Hart of Dixie (5 Folgen)
- 2013: Wilfred (Folge 3x03)
- 2014: Masters of Sex (3 Folgen)
- 2017: Date my Dad (10 Folgen)
- 2020: Into the Dark (1 Folge)
- 2019: The Loudest Voice
- 2022 Naomi (Fernsehserie, 13 Folgen)

Filme
- 1993: Angriff der 20-Meter-Frau (Attack of the 50 Ft. Woman, Fernsehfilm)
- 1999: Tötet Mrs. Tingle! (Teaching Mrs. Tingle)
- 2001: Highway Psychos
- 2001: Ocean’s Eleven
- 2002: Das sexte Semester (Sorority Boys)
- 2004: Love on the Side
- 2005: Boogeyman – Der schwarze Mann (Boogeyman)
- 2011: Mein Freund aus der Zukunft (My Future Boyfriend, Fernsehfilm)
- 2011: The Chateau Meroux
- 2014: Far from Home (Fernsehfilm)
- 2014: Santa Con
- 2015: Ominous (Fernsehfilm)
- 2016: Search Engines
- 2017: An Hour Behind
- 2018: Vom Nussknacker geküsst (A Very Nutty Christmas, Fernsehfilm)
- 2019: Die unglaublichen Abenteuer von Bella (A Dog’s Way Home)
- 2021: Highway to Heaven (Fernsehfilm)